# Perez Mattison
Perez Mattison (1974) è un ex giocatore di football americano e allenatore di football americano statunitense con cittadinanza francese, che ha giocato come quarterback.
Dopo aver giocato per la squadra universitaria degli East Carolina Pirates si trasferisce in Europa, dove gioca fra le altre squadre per i Templiers d'Élancourt, gli Spartiates d'Amiens, i Flash de La Courneuve e i Lübeck Cougars (dei quali è stato anche capo allenatore per 2 stagioni).

## Palmarès
- 1 Casque de Diamant (Spartiates d'Amiens: 2012)
- 1 Casque d'Or (Templiers d'Élancourt: 2003)